# (21683) Segal
(21683) Segal ist ein Asteroid des Hauptgürtels, der am 9. September 1999 vom US-amerikanischen Astronomen Charles W. Juels am Observatorium von Fountain Hills (IAU-Code 678) in Arizona entdeckt wurde.
Der Asteroid wurde am 10. November 2003 nach dem US-amerikanischen Amateurastronomen Bruce A. Segal (* 1959) benannt, der von Beruf Augenarzt und Augenchirurg ist und seit 1999 seine Beobachtungen von Asteroiden vom Jupiter-Observatorium aus durchführt.
(21683) Segal gehört der Levin-Familie an, einer Gruppe von Asteroiden, die nach (2076) Levin benannt ist.